# 遠山友勝
遠山 友勝（とおやま ともかつ）は、戦国時代の武将。美濃国飯羽間城および苗木城の城主。

## 経歴
飯羽間遠山氏は岩村遠山氏の分家で「遠山七頭」の一つ。岩村遠山氏から苗木遠山氏に養子として入っていた遠山直廉は武田信玄の命令で永禄12年（1569年）飛騨国益田郡に侵攻したが、大威徳寺の戦いで三木氏と戦った際に受けた矢傷がもとで嗣子がないまま永禄13年（1570年）に没した。このため織田信長の命令により飯羽間遠山氏の友勝が苗木遠山氏を相続し、飯羽間城は子の友忠に譲った。
直廉の代までは苗木遠山氏は武田氏の傘下にあったが、友勝が嗣いだことにより織田氏の傘下に入った。
元亀元年（1570年）9月25日には、苗木久兵衛が織田信長に従い比叡山焼討に加わっている(信長公記)。苗木久兵衛とは遠山友勝のことであろう。
元亀元年（1570年）12月、甲斐と信濃を地盤とする武田氏の家臣秋山虎繁の軍勢が、徳川氏の本拠地である三河を攻めるため進軍している途中で、東美濃の恵那郡上村（現在の岐阜県恵那市上矢作町）へ侵入し、遠山氏と徳川氏の連合軍との間で合戦に及んだ。友勝はこの上村合戦において、子で飯羽間城主の友忠や明知遠山氏の遠山景行、奥三河の奥平定能ら山家三方衆や三河衆と共に、虎繁が率いる武田軍と戦ったが敗れ撤兵した。
友勝の没年は不詳だが、天正以後その名が現れないことから、すでにその頃には亡くなっていたものと思われる。
（上村合戦で討死したという説もある。）
その後、友忠は森長可に苗木城を追われるが、関ヶ原の戦いの前哨戦の木曽・東濃の戦いの際に孫の遠山友政が秀忠軍を先導して中山道を西進して苗木城を奪還し、江戸幕府成立後は苗木藩の大名となった。